# Orthogeomys heterodus
Orthogeomys heterodus är en däggdjursart som först beskrevs av Peters 1865.  Orthogeomys heterodus ingår i släktet Orthogeomys och familjen kindpåsråttor. IUCN kategoriserar arten globalt som livskraftig. Inga underarter finns listade i Catalogue of Life. Wilson & Reeder (2005) skiljer mellan tre underarter.
Arten är bara känd från några mindre områden i Costa Rica. Den vistas i bergstrakter mellan 1500 och 2400 meter över havet. Habitatet utgörs av skogsgläntor och jordbruksmark.
Individerna är främst aktiva på morgonen. De skapar underjordiska tunnelsystem med ett större hålrum som boplats. Vanligen bor endast en individ i boet.